# テラブガマ
テラブガマ（テラブのガマとも）は、沖縄県浦添市牧港に所在するガマ（自然洞窟）。方言で「ティランガマ」とも呼ばれる。浦添市指定史跡に指定されており、浦添市教育委員会が管理している。

## 概要
牧港のテラブガマは琉球石灰岩からなる自然洞窟で、現在では御嶽（参拝所）として使われているが、第二次世界大戦（太平洋戦争）末期の沖縄戦では防空壕としても利用された。洞窟内の広さは約30平方メートルで、奥には拝壇があり、今でも時折参拝者が見られる。

## 所在地
浦添市北西の牧港に位置する。国道58号沿いにあり、近くにはブルーシールアイスクリームやファミリーレストランなどの商業施設が点在している。

## 伝説
伝説によれば、1165年（乾道元年）に今帰仁の運天港に漂着した源為朝は、大里按司の妹を妻に迎えて男児（後の舜天王）をもうけたが、為朝は浦添から出帆し帰郷、残された妻子はテラブガマにて彼を待ちわびたといい、それ以来同地は待港（まちみなと）と呼ばれ、牧港（まきみなと）の地名の由来になったといわれている。

## 戦時中の利用
沖縄戦にて、テラブガマは防空壕として使われ、何個かの部落が集まり、約60人が避難していた。浦添は激戦地となったため、テラブガマもほどなく米軍に発見され、米兵を恐れた多くの市民が同ガマ内で集団自決を行った。